# 新日本製鐵

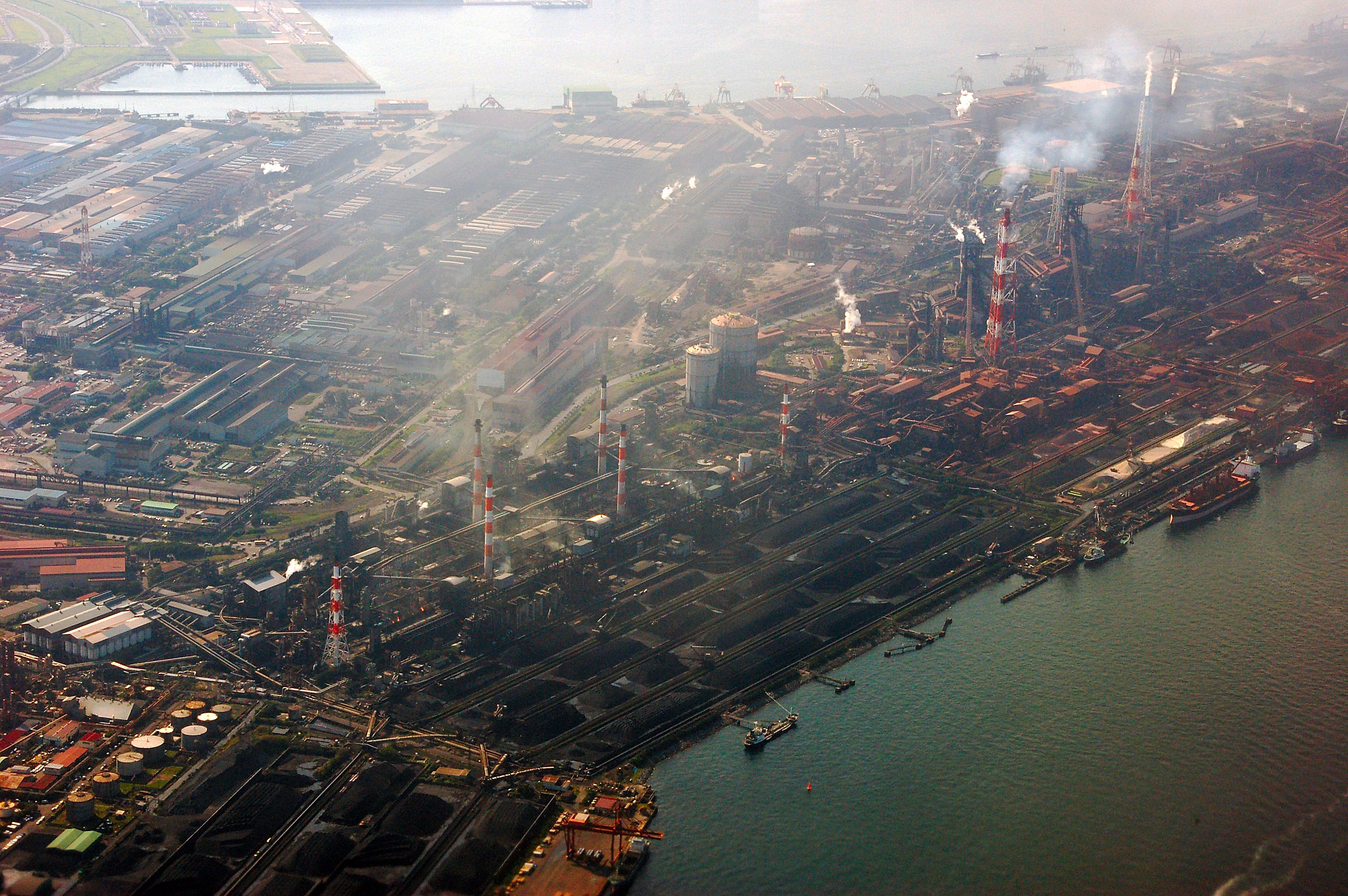
新日鐵位於千葉縣的日本制铁东日本制铁所君津地区，1978年邓小平曾参观该厂

新日本製鐵株式會社（Nippon Steel Corporation，原東證1部：5401），簡稱「新日鐵」或「NSC」，是日本重要的鋼鐵企業之一。其主要工廠設在千葉縣君津市、愛知縣東海市、大分縣大分市、山口縣光市等。末代社長為宗岡正二。

## 历史
2011年2月3日，新日本製鐵出價95億美元收購住友金屬工業成為全球第2大鋼鐵公司，並於2012年10月1日合併為新日鐵住金。